# Strobloem (plant)
De strobloem (Helichrysum arenarium) is een kruidachtige plant uit de composietenfamilie. Ze is overblijvend en draagt grijs-groene bladeren aan lange stelen. De typische composietenbloemhoofdjes zijn omringd door goudgele bloemblaadjes.